# Eichberg (Etterwinden)
Der Eichberg ist ein 453,9 m hoher Berg in der Gemarkung Etterwinden der Kreisstadt Bad Salzungen im  Wartburgkreis in Thüringen.
Der Eichberg ist ein aus Buntsandstein bestehender, forstwirtschaftlich genutzter Berg und befindet sich am Westrand des Ortes Etterwinden. 